# Campeonato Mundial de Voleibol Femenino Sub-18 de 2007
El X Campeonato Mundial de Voleibol Femenino Sub-18 se celebró en México del 31 de julio al 11 de agosto de 2007. Fue organizado por la Federación Internacional de Voleibol. El campeonato se jugó en la subsede de Mexicali y Tijuana.

## Clasificaciones
| Confederación | Método de Clasificación                                     | Fecha                     | Lugar                                | Vacantes | Equipo                                                 |
| ------------- | ----------------------------------------------------------- | ------------------------- | ------------------------------------ | -------- | ------------------------------------------------------ |
| FIVB          | Sede                                                        | abril, 2007               | Lausana, Suiza                       | 1        | México                                                 |
| AVC           | Campeonato Asiático de Voleibol Femenino Sub-18 de 2007     | 07-14 de mayo de 2007     | Kamphaeng Phet, Tailandia            | 3        | Japón Corea del Sur China                              |
| CAVB          | Campeonato Africano de Voleibol Femenino Sub-18 de 2006     | 25 - 27 de agosto de 2006 | Tizi Ouzou, Argelia                  | 1        | Túnez                                                  |
| CEV           | Campeonato Europeo de Voleibol Femenino Sub-18 de 2007      | 10 - 15 de abril de 2007  | Brno, República Checa                | 6        | Alemania · Serbia · Italia · Bélgica · Rusia · Turquía |
| CSV           | Campeonato Sudamericano de Voleibol Femenino Sub-18 de 2006 | 3 - 8 de octubre de 2006  | Lima, Perú                           | 2        | Brasil · Perú                                          |
| NORCECA       | Campeonato NORCECA de Voleibol Femenino Sub-18 de 2006      | 25 - 30 de julio de 2006  | Gainesville, Florida, Estados Unidos | 3        | Estados Unidos · República Dominicana · Puerto Rico    |

## Equipos participantes
| Grupo A       | Grupo B     | Grupo C              | Grupo D        |
| ------------- | ----------- | -------------------- | -------------- |
| México        | Brasil      | Italia               | China          |
| Serbia        | Japón       | Rusia                | Estados Unidos |
| Corea del Sur | Puerto Rico | República Dominicana | Túnez          |
| Bélgica       | Alemania    | Perú                 | Turquía        |

## Primera fase

### Grupo A

#### Clasificación
| Pos | Equipo        | PJ | PG | PP | SF | SC | PTS |
| --- | ------------- | -- | -- | -- | -- | -- | --- |
| 1   | Serbia        | 3  | 3  | 0  | 9  | 0  | 6   |
| 2   | Bélgica       | 3  | 2  | 1  | 6  | 5  | 5   |
| 3   | Corea del Sur | 3  | 1  | 2  | 5  | 6  | 4   |
| 4   | México        | 3  | 0  | 3  | 0  | 9  | 3   |

#### Resultados
| Fecha    | Encuentro               | Resultado | Set   | Set   | Set   | Set   | Set   | Puntuación total | Reporte |
| Fecha    | Encuentro               | Resultado | 1     | 2     | 3     | 4     | 5     | Puntuación total | Reporte |
| -------- | ----------------------- | --------- | ----- | ----- | ----- | ----- | ----- | ---------------- | ------- |
| 31-07-07 | Serbia - Corea del Sur  | 3-0       | 29-27 | 25-19 | 25-17 |       |       | 79-63            | P2 P3   |
| 31-07-07 | México - Bélgica        | 0-3       | 14-25 | 18-25 | 17-25 |       |       | 49-75            | P2 P3   |
| 01-08-07 | Serbia - Bélgica        | 3-0       | 29-27 | 25-18 | 25–19 |       |       | 79-64            | P2 P3   |
| 01-08-07 | México - Corea del Sur  | 0-3       | 19-25 | 17-25 | 20–25 |       |       | 56-75            | P2 P3   |
| 02-08-07 | Corea del Sur - Bélgica | 2-3       | 18-25 | 17-25 | 25-23 | 25-23 | 11-15 | 96-111           | P2 P3   |
| 02-08-07 | México - Serbia         | 0-3       | 22-25 | 25-27 | 16-25 |       |       | 63-77            | P2 P3   |

### Grupo B

#### Clasificación
| Pos | Equipo      | PJ | PG | PP | SF | SC | PTS |
| --- | ----------- | -- | -- | -- | -- | -- | --- |
| 1   | Brasil      | 3  | 3  | 0  | 9  | 2  | 6   |
| 2   | Japón       | 3  | 2  | 1  | 7  | 4  | 5   |
| 3   | Alemania    | 3  | 1  | 2  | 5  | 6  | 4   |
| 4   | Puerto Rico | 3  | 0  | 3  | 0  | 9  | 3   |

#### Resultados
| Fecha    | Encuentro              | Resultado | Set   | Set   | Set   | Set   | Set | Puntuación total | Reporte |
| Fecha    | Encuentro              | Resultado | 1     | 2     | 3     | 4     | 5   | Puntuación total | Reporte |
| -------- | ---------------------- | --------- | ----- | ----- | ----- | ----- | --- | ---------------- | ------- |
| 31-07-07 | Japón - Puerto Rico    | 3-0       | 25-14 | 25-18 | 25-13 |       |     | 75-45            | P2 P3   |
| 31-07-07 | Brasil - Alemania      | 3-1       | 25-21 | 20-25 | 25-20 | 25-14 |     | 95-80            | P2 P3   |
| 01-08-07 | Japón - Alemania       | 3-1       | 14-25 | 25-20 | 25-20 | 25-21 |     | 89-86            | P2 P3   |
| 01-08-07 | Brasil - Puerto Rico   | 3-0       | 25-10 | 25-10 | 25-14 |       |     | 75-34            | P2 P3   |
| 02-08-07 | Puerto Rico - Alemania | 0-3       | 15-25 | 10-25 | 13-25 |       |     | 38-75            | P2 P3   |
| 02-08-07 | Brasil - Japón         | 3-1       | 25-16 | 25-16 | 16-25 | 25-21 |     | 91-78            | P2 P3   |

### Grupo C

#### Clasificación
| Pos | Equipo               | PJ | PG | PP | SF | SC | PTS |
| --- | -------------------- | -- | -- | -- | -- | -- | --- |
| 1   | República Dominicana | 3  | 3  | 0  | 9  | 6  | 6   |
| 2   | Rusia                | 3  | 2  | 1  | 8  | 4  | 5   |
| 3   | Italia               | 3  | 1  | 2  | 5  | 6  | 4   |
| 4   | Perú                 | 3  | 0  | 3  | 3  | 9  | 3   |

#### Resultados
| Fecha    | Encuentro                     | Resultado | Set   | Set   | Set   | Set   | Set   | Puntuación total | Reporte |
| Fecha    | Encuentro                     | Resultado | 1     | 2     | 3     | 4     | 5     | Puntuación total | Reporte |
| -------- | ----------------------------- | --------- | ----- | ----- | ----- | ----- | ----- | ---------------- | ------- |
| 03-07-07 | República Dominicana - Perú   | 3-2       | 15-25 | 25-11 | 18-25 | 25-22 | 18-16 | 101-99           | P2 P3   |
| 03-07-07 | Italia - Rusia                | 0-3       | 23-25 | 22-25 | 24-26 |       |       | 69-76            | P2 P3   |
| 04-08-07 | Italia - Perú                 | 3-0       | 25-17 | 25-12 | 25-22 |       |       | 75-51            | P2 P3   |
| 04-08-07 | República Dominicana - Rusia  | 3-2       | 10-25 | 25-21 | 25-18 | 19-25 | 15-13 | 94-102           | P2 P3   |
| 04-08-07 | Rusia - Perú                  | 3-1       | 21-25 | 25-11 | 25-19 | 25-15 |       | 96-70            | P2 P3   |
| 05-08-07 | Italia - República Dominicana | 2-3       | 25-21 | 23-25 | 16-25 | 25-22 | 14-16 | 103-109          | P2 P3   |

### Grupo D

#### Clasificación
| Pos | Equipo         | PJ | PG | PP | SF | SC | PTS |
| --- | -------------- | -- | -- | -- | -- | -- | --- |
| 1   | China          | 3  | 3  | 0  | 9  | 3  | 6   |
| 2   | Turquía        | 3  | 2  | 1  | 8  | 3  | 5   |
| 3   | Estados Unidos | 3  | 1  | 2  | 4  | 6  | 4   |
| 4   | Túnez          | 3  | 0  | 3  | 0  | 9  | 3   |

#### Resultados
| Fecha    | Encuentro                | Resultado | Set   | Set   | Set   | Set   | Set   | Puntuación total | Reporte |
| Fecha    | Encuentro                | Resultado | 1     | 2     | 3     | 4     | 5     | Puntuación total | Reporte |
| -------- | ------------------------ | --------- | ----- | ----- | ----- | ----- | ----- | ---------------- | ------- |
| 03-07-07 | China - Túnez            | 3-0       | 25-09 | 25-13 | 25-08 |       |       | 75-30            | P2 P3   |
| 03-07-07 | Estados Unidos - Turquía | 0-3       | 19-25 | 16-25 | 19-25 |       |       | 54-75            | P2 P3   |
| 04-08-07 | Estados Unidos - Túnez   | 3-0       | 25-11 | 25-12 | 25-11 |       |       | 75-34            | P2 P3   |
| 04-08-07 | Turquía - China          | 2-3       | 10-25 | 22-25 | 25-20 | 25-23 | 14-16 | 96-109           | P2 P3   |
| 04-08-07 | Túnez - Turquía          | 0-3       | 14-25 | 15-25 | 08-25 |       |       | 37-75            | P2 P3   |
| 05-08-07 | China - Estados Unidos   | 3-1       | 25-21 | 25-22 | 20-25 | 25-23 |       | 95-91            | P2 P3   |

#### Clasificación para la Segunda Fase
| – | Clasificado para competir del 1° al 8° lugar.  |
| – | Clasificado para competir del 9° al 16° lugar. |

## Segunda fase

### Grupo E

#### Clasificación
| Pos | Equipo               | PJ | PG | PP | SF | SC | PTS |
| --- | -------------------- | -- | -- | -- | -- | -- | --- |
| 1   | Serbia               | 3  | 3  | 0  | 9  | 0  | 6   |
| 2   | Turquía              | 3  | 2  | 1  | 6  | 3  | 5   |
| 3   | Japón                | 3  | 1  | 2  | 3  | 8  | 4   |
| 4   | República Dominicana | 3  | 0  | 3  | 2  | 9  | 3   |

#### Resultados
| Fecha    | Encuentro                      | Resultado | Set   | Set   | Set   | Set   | Set   | Puntuación total | Reporte |
| Fecha    | Encuentro                      | Resultado | 1     | 2     | 3     | 4     | 5     | Puntuación total | Reporte |
| -------- | ------------------------------ | --------- | ----- | ----- | ----- | ----- | ----- | ---------------- | ------- |
| 05-08-07 | Turquía - Japón                | 3-0       | 25-18 | 25-19 | 25-20 |       |       | 75-57            | P2 P3   |
| 05-08-07 | Serbia - República Dominicana  | 3-0       | 25-19 | 25-18 | 25-23 |       |       | 75-60            | P2 P3   |
| 06-08-07 | Japón - República Dominicana   | 3-2       | 25-22 | 25-23 | 24-26 | 23-25 | 15-12 | 112-108          | P2 P3   |
| 06-08-07 | Serbia - Turquía               | 3-0       | 25-23 | 25-22 | 25-21 |       |       | 75-66            | P2 P3   |
| 07-08-07 | República Dominicana - Turquía | 0-3       | 22-25 | 16-25 | 16-25 |       |       | 54-75            | P2 P3   |
| 07-08-07 | Serbia - Japón                 | 3-0       | 25-22 | 25-17 | 26-24 |       |       | 76-63            | P2 P3   |

### Grupo F

#### Clasificación
| Pos | Equipo  | PJ | PG | PP | SF | SC | PTS |
| --- | ------- | -- | -- | -- | -- | -- | --- |
| 1   | Rusia   | 3  | 3  | 0  | 9  | 5  | 6   |
| 2   | China   | 3  | 2  | 1  | 8  | 3  | 5   |
| 3   | Belgium | 3  | 1  | 2  | 4  | 7  | 4   |
| 4   | Brasil  | 3  | 0  | 3  | 3  | 9  | 3   |

#### Resultados
| Fecha    | Encuentro        | Resultado | Set   | Set   | Set   | Set   | Set   | Puntuación total | Reporte |
| Fecha    | Encuentro        | Resultado | 1     | 2     | 3     | 4     | 5     | Puntuación total | Reporte |
| -------- | ---------------- | --------- | ----- | ----- | ----- | ----- | ----- | ---------------- | ------- |
| 05-08-07 | Brasil - China   | 0-3       | 15-25 | 24-26 | 24-26 |       |       | 63-77            | P2 P3   |
| 05-08-07 | Bélgica - Rusia  | 1-3       | 25-14 | 14-25 | 19-25 | 25-27 |       | 83-91            | P2 P3   |
| 06-08-07 | Brasil - Rusia   | 2-3       | 25-22 | 15-25 | 25-22 | 22-25 | 09-15 | 96-109           | P2 P3   |
| 06-08-07 | Bélgica - China  | 0-3       | 23-25 | 17-25 | 19-25 |       |       | 59-75            | P2 P3   |
| 07-08-07 | China - Rusia    | 2-3       | 23-25 | 25-19 | 25-21 | 23-25 | 07-15 | 103-105          | P2 P3   |
| 07-08-07 | Brasil - Bélgica | 1-3       | 19-25 | 25-17 | 24-26 | 19-25 |       | 87-93            | P2 P3   |

### Grupo G

#### Clasificación
| Pos | Equipo         | PJ | PG | PP | SF | SC | PTS |
| --- | -------------- | -- | -- | -- | -- | -- | --- |
| 1   | Alemania       | 3  | 3  | 0  | 9  | 0  | 6   |
| 2   | Estados Unidos | 3  | 1  | 2  | 3  | 6  | 4   |
| 3   | México         | 3  | 1  | 2  | 3  | 7  | 4   |
| 4   | Perú           | 3  | 1  | 2  | 4  | 6  | 4   |

#### Resultados
| Fecha    | Encuentro                 | Resultado | Set   | Set   | Set   | Set   | Set | Puntuación total | Reporte |
| Fecha    | Encuentro                 | Resultado | 1     | 2     | 3     | 4     | 5   | Puntuación total | Reporte |
| -------- | ------------------------- | --------- | ----- | ----- | ----- | ----- | --- | ---------------- | ------- |
| 05-08-07 | Perú - México             | 1-3       | 20-25 | 17-25 | 25-21 | 20-25 |     | 82-96            | P2 P3   |
| 05-08-07 | Alemania - Estados Unidos | 3-0       | 25-21 | 25-11 | 25-15 |       |     | 75-47            | P2 P3   |
| 06-08-07 | Alemania - México         | 3-0       | 25-22 | 25-15 | 25-23 |       |     | 75-60            | P2 P3   |
| 06-08-07 | Estados Unidos - Perú     | 0-3       | 23-25 | 23-25 | 24-26 |       |     | 70-76            | P2 P3   |
| 07-08-07 | Alemania - Perú           | 3-0       | 25-19 | 25-09 | 25-22 |       |     | 75-50            | P2 P3   |
| 07-08-07 | México - Estados Unidos   | 0-3       | 13-25 | 23-25 | 20-25 |       |     | 56-75            | P2 P3   |

### Grupo H

#### Clasificación
| Pos | Equipo      | PJ | PG | PP | SF | SC | PTS |
| --- | ----------- | -- | -- | -- | -- | -- | --- |
| 1   | Italia      | 3  | 3  | 0  | 9  | 2  | 6   |
| 2   | Korea       | 3  | 2  | 1  | 8  | 3  | 5   |
| 3   | Puerto Rico | 3  | 1  | 2  | 3  | 6  | 4   |
| 4   | Túnez       | 3  | 0  | 3  | 0  | 9  | 3   |

#### Resultados
| Fecha    | Encuentro                   | Resultado | Set   | Set   | Set   | Set   | Set   | Puntuación total | Reporte |
| Fecha    | Encuentro                   | Resultado | 1     | 2     | 3     | 4     | 5     | Puntuación total | Reporte |
| -------- | --------------------------- | --------- | ----- | ----- | ----- | ----- | ----- | ---------------- | ------- |
| 05-08-07 | Túnez - Puerto Rico         | 0-3       | 20-25 | 19-25 | 20-25 |       |       | 59-75            | P2 P3   |
| 05-08-07 | Corea del Sur - Italia      | 2-3       | 27-25 | 20-25 | 23-25 | 25-18 | 13-15 | 108-108          | P2 P3   |
| 06-08-07 | Italia - Túnez              | 3-0       | 25-18 | 25-11 | 25-15 |       |       | 75-44            | P2 P3   |
| 06-08-07 | Corea del Sur - Puerto Rico | 3-0       | 25-18 | 25-23 | 25-15 |       |       | 70-56            | P2 P3   |
| 07-08-07 | Puerto Rico - Italia        | 0-3       | 12-25 | 16-25 | 24-26 |       |       | 52-76            | P2 P3   |
| 07-08-07 | Corea del Sur - Túnez       | 3-0       | 25-14 | 25-09 | 25-09 |       |       | 75-32            | P2 P3   |

#### Clasificación para la Fase Final
| – | Clasificado para competir del 9° al 12° lugar.  |
| – | Clasificado para competir del 13° al 16° lugar. |

## Fase final

### 13° al 16º puesto
|  | Semifinales 13° - 16° | Semifinales 13° - 16° |   |       | 13º puesto  | 13º puesto |  |
|  |                       |                       |   |       |             |            |  |
|  |                       |                       |   |       |             |            |  |
|  |                       |                       |   |       |             |            |  |
|  | México                | 3                     |   |       |             |            |  |
|  | Túnez                 | 0                     |   |       |             |            |  |
|  |                       |                       |   |       |             |            |  |
|  |                       |                       |   |       |             |            |  |
|  |                       |                       |   |       | México      | 3          |  |
|  |                       | Perú                  | 0 |       |             |            |  |
|  |                       |                       |   |       |             |            |  |
|  |                       |                       |   |       |             |            |  |
|  |                       |                       |   |       | 15º puesto  |            |  |
|  |                       |                       |   |       |             |            |  |
|  | Puerto Rico           | 0                     |   | Túnez | 0           |            |  |
|  | Perú                  | 3                     |   |       | Puerto Rico | 3          |  |

### Clasificación 13°-16°
| Fecha    | Encuentro          | Resultado | Set   | Set   | Set   | Set | Set | Puntuación total | Reporte |
| Fecha    | Encuentro          | Resultado | 1     | 2     | 3     | 4   | 5   | Puntuación total | Reporte |
| -------- | ------------------ | --------- | ----- | ----- | ----- | --- | --- | ---------------- | ------- |
| 10-08-07 | México - Túnez     | 3-0       | 25-16 | 25-18 | 25-11 |     |     | 75-45            | P2 P3   |
| 10-08-07 | Puerto Rico - Perú | 0-3       | 22-25 | 23-25 | 22-25 |     |     | 67-75            | P2 P3   |

### Clasificación 15°
| Fecha    | Encuentro           | Resultado | Set   | Set   | Set   | Set | Set | Puntuación total | Reporte |
| Fecha    | Encuentro           | Resultado | 1     | 2     | 3     | 4   | 5   | Puntuación total | Reporte |
| -------- | ------------------- | --------- | ----- | ----- | ----- | --- | --- | ---------------- | ------- |
| 11-08-07 | Túnez - Puerto Rico | 0-3       | 17-25 | 18-25 | 21-25 |     |     | 56-75            | P2 P3   |

### Clasificación 13°
| Fecha    | Encuentro     | Resultado | Set   | Set   | Set   | Set | Set | Puntuación total | Reporte |
| Fecha    | Encuentro     | Resultado | 1     | 2     | 3     | 4   | 5   | Puntuación total | Reporte |
| -------- | ------------- | --------- | ----- | ----- | ----- | --- | --- | ---------------- | ------- |
| 11-08-07 | México - Perú | 3-0       | 25-23 | 25-13 | 25-16 |     |     | 75-52            | P2 P3   |

### 9° al 12º puesto
|  | Semifinales 9° - 12° | Semifinales 9° - 12° |   |          | 9º puesto     | 9º puesto |  |
|  |                      |                      |   |          |               |           |  |
|  |                      |                      |   |          |               |           |  |
|  |                      |                      |   |          |               |           |  |
|  | Alemania             | 0                    |   |          |               |           |  |
|  | Corea del Sur        | 3                    |   |          |               |           |  |
|  |                      |                      |   |          |               |           |  |
|  |                      |                      |   |          |               |           |  |
|  |                      |                      |   |          | Corea del Sur | 3         |  |
|  |                      | Estados Unidos       | 0 |          |               |           |  |
|  |                      |                      |   |          |               |           |  |
|  |                      |                      |   |          |               |           |  |
|  |                      |                      |   |          | 11º puesto    |           |  |
|  |                      |                      |   |          |               |           |  |
|  | Italia               | 0                    |   | Alemania | 3             |           |  |
|  | Estados Unidos       | 3                    |   |          | Italia        | 1         |  |

### Clasificación 9°-12°
| Fecha    | Encuentro                | Resultado | Set   | Set   | Set   | Set | Set | Puntuación total | Reporte |
| Fecha    | Encuentro                | Resultado | 1     | 2     | 3     | 4   | 5   | Puntuación total | Reporte |
| -------- | ------------------------ | --------- | ----- | ----- | ----- | --- | --- | ---------------- | ------- |
| 10-08-07 | Alemania - Corea del Sur | 0-3       | 21-25 | 23-25 | 21-25 |     |     | 65-75            | P2 P3   |
| 10-08-07 | Italia - Estados Unidos  | 0-3       | 15-25 | 25-27 | 24-26 |     |     | 64-78            | P2 P3   |

### Clasificación 11°
| Fecha    | Encuentro         | Resultado | Set   | Set   | Set   | Set   | Set | Puntuación total | Reporte |
| Fecha    | Encuentro         | Resultado | 1     | 2     | 3     | 4     | 5   | Puntuación total | Reporte |
| -------- | ----------------- | --------- | ----- | ----- | ----- | ----- | --- | ---------------- | ------- |
| 11-08-07 | Alemania - Italia | 3-1       | 25-21 | 19-25 | 25-17 | 25-20 |     | 94-83            | P2 P3   |

### Clasificación 9°
| Fecha    | Encuentro                      | Resultado | Set   | Set   | Set   | Set | Set | Puntuación total | Reporte |
| Fecha    | Encuentro                      | Resultado | 1     | 2     | 3     | 4   | 5   | Puntuación total | Reporte |
| -------- | ------------------------------ | --------- | ----- | ----- | ----- | --- | --- | ---------------- | ------- |
| 11-08-07 | Corea del Sur - Estados Unidos | 3-0       | 25-16 | 25-18 | 25-20 |     |     | 75-54            | P2 P3   |

### Final 5° y 7º puesto
|  | Semifinales   | Semifinales |   |       | 5º puesto     | 5º puesto |  |
|  |               |             |   |       |               |           |  |
|  |               |             |   |       |               |           |  |
|  |               |             |   |       |               |           |  |
|  | Japón         | 1           |   |       |               |           |  |
|  | Brasil        | 3           |   |       |               |           |  |
|  |               |             |   |       |               |           |  |
|  |               |             |   |       |               |           |  |
|  |               |             |   |       | Brasil        | 3         |  |
|  |               | Bélgica     | 2 |       |               |           |  |
|  |               |             |   |       |               |           |  |
|  |               |             |   |       |               |           |  |
|  |               |             |   |       | 7º puesto     |           |  |
|  |               |             |   |       |               |           |  |
|  | Bélgica       | 3           |   | Japón | 3             |           |  |
|  | R. Dominicana | 0           |   |       | R. Dominicana | 2         |  |

### Clasificación 5°-8°
| Fecha    | Encuentro                      | Resultado | Set   | Set   | Set   | Set   | Set | Puntuación total | Reporte |
| Fecha    | Encuentro                      | Resultado | 1     | 2     | 3     | 4     | 5   | Puntuación total | Reporte |
| -------- | ------------------------------ | --------- | ----- | ----- | ----- | ----- | --- | ---------------- | ------- |
| 10-08-07 | Japón - Brasil                 | 1-3       | 21-25 | 25-21 | 25-27 | 20-25 |     | 91-98            | P2 P3   |
| 10-08-07 | Bélgica - República Dominicana | 3-0       | 25-13 | 25-17 | 25-18 |       |     | 75-48            | P2 P3   |

### Clasificación 7°
| Fecha    | Encuentro                    | Resultado | Set   | Set   | Set   | Set   | Set   | Puntuación total | Reporte |
| Fecha    | Encuentro                    | Resultado | 1     | 2     | 3     | 4     | 5     | Puntuación total | Reporte |
| -------- | ---------------------------- | --------- | ----- | ----- | ----- | ----- | ----- | ---------------- | ------- |
| 11-08-07 | Japón - República Dominicana | 3-2       | 20-25 | 25-19 | 17-25 | 25-13 | 15-03 | 102-85           | P2 P3   |

### Clasificación 5°
| Fecha    | Encuentro        | Resultado | Set   | Set   | Set   | Set   | Set   | Puntuación total | Reporte |
| Fecha    | Encuentro        | Resultado | 1     | 2     | 3     | 4     | 5     | Puntuación total | Reporte |
| -------- | ---------------- | --------- | ----- | ----- | ----- | ----- | ----- | ---------------- | ------- |
| 11-08-07 | Brasil - Bélgica | 3-2       | 25-22 | 22-25 | 27-25 | 23-25 | 15-08 | 112-105          | P2 P3   |

### Final 1° y 3º puesto
|  | Semifinales | Semifinales |   |        | 1º puesto | 1º puesto |  |
|  |             |             |   |        |           |           |  |
|  |             |             |   |        |           |           |  |
|  |             |             |   |        |           |           |  |
|  | Serbia      | 0           |   |        |           |           |  |
|  | China       | 3           |   |        |           |           |  |
|  |             |             |   |        |           |           |  |
|  |             |             |   |        |           |           |  |
|  |             |             |   |        | China     | 3         |  |
|  |             | Turquía     | 1 |        |           |           |  |
|  |             |             |   |        |           |           |  |
|  |             |             |   |        |           |           |  |
|  |             |             |   |        | 3º puesto |           |  |
|  |             |             |   |        |           |           |  |
|  | Rusia       | 1           |   | Serbia | 1         |           |  |
|  | Turquía     | 3           |   |        | Rusia     | 3         |  |

### Clasificación 1°-4°
| Fecha    | Encuentro       | Resultado | Set   | Set   | Set   | Set   | Set | Puntuación total | Reporte |
| Fecha    | Encuentro       | Resultado | 1     | 2     | 3     | 4     | 5   | Puntuación total | Reporte |
| -------- | --------------- | --------- | ----- | ----- | ----- | ----- | --- | ---------------- | ------- |
| 10-08-07 | Serbia - China  | 0-3       | 19-25 | 21-25 | 15-25 |       |     | 55-75            | P2 P3   |
| 10-08-07 | Rusia - Turquía | 1-3       | 21-25 | 18-25 | 25-16 | 23-25 |     | 87-91            | P2 P3   |

### Clasificación 3°
| Fecha    | Encuentro      | Resultado | Set   | Set   | Set   | Set   | Set | Puntuación total | Reporte |
| Fecha    | Encuentro      | Resultado | 1     | 2     | 3     | 4     | 5   | Puntuación total | Reporte |
| -------- | -------------- | --------- | ----- | ----- | ----- | ----- | --- | ---------------- | ------- |
| 11-08-07 | Serbia - Rusia | 1-3       | 25-17 | 18-25 | 20-25 | 21-25 |     | 84-92            | P2 P3   |

### Clasificación 1°
| Fecha    | Encuentro       | Resultado | Set   | Set   | Set   | Set   | Set | Puntuación total | Reporte |
| Fecha    | Encuentro       | Resultado | 1     | 2     | 3     | 4     | 5   | Puntuación total | Reporte |
| -------- | --------------- | --------- | ----- | ----- | ----- | ----- | --- | ---------------- | ------- |
| 11-08-07 | Turquía - China | 1-3       | 25-20 | 16-25 | 12-25 | 22-25 |     | 75-95            | P2 P3   |

## Podio
| China     |
| 3º Título |
| China     |

## Clasificación general
| Pos | Equipo               |
| --- | -------------------- |
| 1   | China                |
| 2   | Turquía              |
| 3   | Rusia                |
| 4   | Serbia               |
| 5   | Brasil               |
| 6   | Bélgica              |
| 7   | Japón                |
| 8   | República Dominicana |
| 9   | Corea del Sur        |
| 10  | Estados Unidos       |
| 11  | Alemania             |
| 12  | Italia               |
| 13  | México               |
| 14  | Perú                 |
| 15  | Puerto Rico          |
| 16  | Túnez                |

## Distinciones individuales
| - Most Valuable Player - Chen Zhan (CHN) - Mejor Anotadora - Jolien Wittock (BEL) - Mejor Atacante - Hiroko Matsuura (JAP) - Mejor Bloqueador - Maud Catry (BEL) | - Mejor Sacadora - Jeoselyna Rodríguez (DOM) - Mejor Defensa - Chen Zhan (CHN) - Mejor Armadora - Marija Pucarevic (SER) - Mejor Recepción - Chen Zhan (CHN) |

| Predecesor: Macao 2005 | Campeonato Mundial de Voleibol Femenino Sub-18 Mexico 2007 | Sucesor: Tailandia 2009 |

- Datos: Q2954068